# Tartrazin
Tartrazin er et såkaldt azofarvestof, som har bruttoformlen C16H9N4Na3O9S2. Det er mistænkt for at påvirke nervesystemet og psyken, ikke mindst hos børn.. Tilsættes fx gul sodavand og vingummi. Tartrazin har e-nummer E102.

## Eksterne referencer
1. ↑  "Food additives 'could be as damaging as lead in petrol' – Health News, Health & Wellbeing – The Independent". Arkiveret fra originalen 6. april 2008. Hentet 6. april 2008.

| Kemi | Spire Denne artikel om kemi er en spire som bør udbygges. Du er velkommen til at hjælpe Wikipedia ved at udvide den. |